# Saison 7 de Dexter
Chronologie
Saison 6 Saison 8
La septième saison de la série télévisée américaine Dexter comporte 12 épisodes diffusés du 30 septembre au 16 décembre 2012.

## Synopsis
Debra vient tout juste de surprendre Dexter en train d'accomplir son petit rituel meurtrier sur Travis Marshall, « l'Ange de l'Apocalypse ». La jeune lieutenant de police ne peut s'empêcher de s'interroger sur l'acte auquel elle vient d'assister, mais décide tout de même d'aider l'expert scientifique à couvrir son crime. Leurs relations vont alors prendre une tournure des plus étranges, Debra étant complètement chamboulée par ce qu'elle a entrevu de son frère.
Pendant ce temps, la brigade criminelle de Miami s'intéresse de très près à un club de striptease dirigé par de dangereux mafieux ukrainiens dont Isaak Shirko, tueur froid et implacable venu de Kiev pour faire à tout prix la lumière sur la subite disparition d'un des siens, victime du bras vengeur de Dexter.

## Distribution

### Acteurs principaux
- Michael C. Hall (VF : Patrick Mancini) : Dexter Morgan
- Jennifer Carpenter (VF : Stéphanie Hédin) : Debra Morgan
- Desmond Harrington (VF : Stéphane Fourreau) : Joey Quinn
- C. S. Lee (VF : Pierre Val) : Vince Masuka
- Lauren Vélez (VF : Marie Vincent) : Maria LaGuerta
- David Zayas (VF : Enrique Carballido) : Angel Batista
- James Remar (VF : Patrice Baudrier) : Harry Morgan

### Acteurs récurrents
- Aimee Garcia (VF : Cécile d'Orlando) : Jamie Batista
- Yvonne Strahovski (VF : Laura Blanc) : Hannah McKay (10 épisodes)
- Jason Gedrick (VF : Bruno Choel) : George Novikov (10 épisodes)
- Andrew Kirsanov (VF : François Raison) : Jurg Yeliashkevych (10 épisodes)
- Dana L. Wilson (VF : Béatrice Chéramy) : inspecteur Angie Miller (10 épisodes)
- Ray Stevenson (VF : Christian Gonon) : Isaac Sirko (9 épisodes)
- Katia Winter (VF : Aliona Kourepov) : Nadia (9 épisodes)
- Francisco Viana : inspecteur Jake Simms (7 épisodes)
- Geoff Pierson (VF : Jean Barney) : Tom Matthews (4 épisodes)
- Josh Cooke (VF : Gilduin Tissier) : Louis Greene (3 épisodes)
- Santiago Cabrera (VF : Félicien Juttner) : Sal Price (3 épisodes)
- Matt Gerald (VF : Jean-Michel Fête) : Ray Speltzer (2 épisodes)
- Nestor Serrano : Hector Estrada (2 épisodes)
- Billy Brown (VF : Laurent Desponds) : le lieutenant Mike Anderson (1 épisode)
- Jim Beaver : Clint McKay (1 épisode)
- Christina Robinson (VF : Alice de Vitis) : Astor Bennett (1 épisode)
- Preston Bailey (VF : Volidia Girard) : Cody Bennett (1 épisode)
- Erik King (VF : Patrick Bonnel) : James Doakes (1 épisode)

### Invités
- Enver Gjokaj : Viktor Baskov (épisodes 1 et 8 (voix-off))
- Kathrin Middleton (VF : Dominique Lelong) : Doris Morgan (épisode 1)
- Angelina Lyubomirova : Raven (épisode 1)
- Daniel Buran (VF : Sébastien Desjours) : Wayne Randall (épisode 2)
- Wil Traval : Tony Rush (épisode 2)
- Beth Grant : Donna Randall (épisode 3)
- Lauren C. Mayhew : Melanie Garrett (épisode 3)
- Kayla Barr : Nina Fleischer (épisode 3)
- Marina Anderson : Amanda Garrett (épisode 4)
- Andrew Hawkes : Machado (épisode 4)
- Ludwig Manukian : Alex Dubrozny (épisode 4)
- Albert Owens : Andrew Garrett (épisode 4)
- Bubba Lewis : Tyler Barnes (épisode 5)
- Stewart Skelton : Matthew Braun (épisode 5)
- Ezequiel Stremiz : Andres Rodriguez (épisode 5)
- Jack Guzman : Quinones (épisode 6)
- Julie Warner : Lori Randall (épisode 7)
- Rudy Quintanilla : Francisco (épisode 8)
- Bart Braverman : Marina Master (épisode 8)
- Evan George Kruntchev : Harrison (épisode 8)
- Luke Andrew Kruntchev : Harrison (épisode 8)
- Karl Herlinger : Oleg Mickic (épisode 9)
- Brett Rickaby : l'inspecteur Phil Bosso (épisodes 9 et 10)
- Brent Chase : Mike (épisode 10)
- Mike Foy : Joseph Jansen (épisode 10)
- Nicole LaLiberte : Arlene (épisodes 11 et 12)
- Jonathan Camp : l'inspecteur Allens (épisode 11)
- Jaime Gomez : officier Rubio (épisode 11)
- Maria Zyrianova (VF : Pauline de Meurville) : Jenna (épisode 11)
- Lucas Adams : Harrison à 17 ans (épisode 11)
- A.J. Castro : l'adjoint Arce (épisode 12)
- Ariel Llinas : le député (épisode 12)
- Patrick Robert Smith : l'huissier de justice Uslaner (épisode 12)
- Jared Ward : Barnes (épisode 12)

## Production
Le 18 novembre 2011, Showtime a annoncé le renouvellement de la série pour deux saisons supplémentaires soit une septième et huitième saison constituées de douze épisodes chacune.

### Casting
En avril 2012, l'acteur Ray Stevenson a obtenu un rôle récurrent pour cette saison. Les mois qui suivent, Jason Gedrick , Katia Winter, Matt Gerald, Yvonne Strahovski et Santiago Cabreraont tous obtenu un rôle récurrent lors de la saison.
Christina Robinson, interprète d'Astor Bennett, personnage disparu de la série dans la saison 5, revient pour le tournage de l'épisode 8.

### Diffusions
- Aux États-Unis, cette saison a été diffusée du 30 septembre 2012 au 16 décembre 2012 sur la chaîne Showtime[9] ;
- Au Canada, elle est diffusée en simultané sur The Movie Network.

- La diffusion francophone va se dérouler ainsi :
  - En France, la saison a été diffusée du 14 février 2013 au 21 mars 2013 sur Canal+[10] ;
  - Au Québec, à partir du 9 janvier 2014 sur AddikTV[11] ;
  - Cette saison est inédite dans les autres pays francophones.

## Liste des épisodes

### Épisode 1:Es-tu un…?
- États-Unis /  Canada : 30 septembre 2012 sur Showtime / The Movie Network
- France : 14 février 2013 sur Canal+[10],[12]
- Québec : 9 janvier 2014 sur AddikTV[13]

- États-Unis : 2,4 millions de téléspectateurs[14] (première diffusion)

- Enver Gjokaj (Viktor Baskov)
- Angelina Lyubomirova (Raven)
- Kathrin Middleton (Doris Morgan)

### Épisode 2:Le Code a changé
- États-Unis : 7 octobre 2012 sur Showtime
- France : 14 février 2013 sur Canal+[12]
- Québec : 16 janvier 2014 sur AddikTV

- États-Unis : 2,1 millions de téléspectateurs[15] (première diffusion)

- Daniel Buran (Wayne Randall)
- Wil Traval (Tony Rush)

### Épisode 3:À tombeau ouvert
- États-Unis : 14 octobre 2012 sur Showtime
- France : 21 février 2013 sur Canal+[12]
- Québec : 23 janvier 2014 sur AddikTV

- États-Unis : 1,98 million de téléspectateurs[16] (première diffusion)

- Beth Grant (Donna Randall)
- Lauren C. Mayhew (Melanie Garrett)
- Kayla Barr (Nina Fleischer)

### Épisode 4:La Fin du minotaure
- États-Unis : 21 octobre 2012 sur Showtime
- France : 21 février 2013 sur Canal+[12]
- Québec : 30 janvier 2014 sur AddikTV

- États-Unis : 2,18 millions de téléspectateurs[17] (première diffusion)

- Marina Anderson (Amanda Garrett)
- Andrew Hawkes (Machado)
- Ludwig Manukian (Alex Dubrozny)
- Albert Owens (Andrew Garrett)

### Épisode 5:En eaux profondes
- États-Unis : 28 octobre 2012 sur Showtime
- France : 28 février 2013 sur Canal+[12]
- Québec : 6 février 2014 sur AddikTV

- États-Unis : 2,28 millions de téléspectateurs[18] (première diffusion)

- Bubba Lewis (Tyler Barnes)
- Stewart Skelton (Matthew Braun)
- Ezequiel Stremiz (Andres Rodriguez)

Dexter découvre que Louis Greene a été abattu sur son bateau, et fait vite le lien avec le fait qu'Isaac le traque ; quand ils se rencontrent, Dexter comprend qu'Isaac croit que la Miami Metro a mené une vendetta contre Viktor. Debra apprend que LaGuerta a rouvert le dossier du « Boucher de Bay Harbor » depuis l'affaire de Travis Marshall. Le frère et la sœur se préviennent donc l'un l'autre et Dexter choisit de se protéger avec Debra le temps qu'il trouve un moyen de se débarrasser d'Isaac sans le tuer lui-même. En attendant, il retrouve Hannah McKay qui aide Batista à retrouver les victimes de Wayne Randall ; la police retrouve ainsi deux corps, que Hannah désigne comme deux victimes de Wayne mais Dexter comprend vite qu'elle a tué l'une des deux victimes, seulement, elle possède une immunité pour ce meurtre.
Le plan de Dexter est simple : entrainer Isaac dans un traquenard où il sera tué par un gang colombien. Mais quand il est appelé sur la scène de crime, il comprend vite qu'Isaac est un tueur entrainé qui s'est débarrassé de trois hommes armés seul. Il y a suffisamment de preuves toutefois pour l'arrêter et le mettre en prison. Avant d'être arrêté, Isaac demande à ses hommes de se faire un contact dans la Miami Metro : Quinn, qui fréquente toujours une des strip-teaseuses du club. Une fois en prison, Dexter affronte Isaac qui le prévient que ce n'est qu'une question de temps avant qu'il n'ait sa vengeance.

### Épisode 6:Je t'aime moi non plus
- États-Unis : 4 novembre 2012 sur Showtime
- France : 28 février 2013 sur Canal+[12]
- Québec : 13 février 2014 sur AddikTV

- États-Unis : 1,99 million de téléspectateurs[19] (première diffusion)

- Jack Guzman (Quinones)
- Geoffrey Rivas (l'homme à tout faire)
- Meredith Giangrande (l'hôtesse)
- Monica Sanchez (la fonctionnaire)

Dexter est persuadé que Hannah McKay est une tueuse en série, en activité depuis son escapade de jeunesse. Il va donc falsifier les preuves sur les derniers corps de l'affaire Wayne Randall pour la laisser en liberté afin de se donner le temps de prouver qu'elle a fait d'autres victimes. Il ne tarde pas à retrouver trois autres victimes : son mari, l'ancienne propriétaire de sa serre, et grâce à Sal Price, un écrivain spécialiste de l'affaire Randall, le directeur de la maison de détention où elle a vécu après sa fugue, tous morts d'une crise cardiaque, apparemment à cause d'un empoisonnement à l'aconit.
Isaak est inquiet de voir sa détention se prolonger et demande à son homme de main de soudoyer Quinn pour qu'il falsifie les preuves l'accusant. Quinn refuse l'argent proposé, mais quand la vie de Nadia est menacée, il ne peut qu'obéir.
LaGuerta continue d'enquêter sur le retour du Boucher de Bay Harbour et fait le lien avec l'affaire Jordan Chase. Debra, dans la confidence, comprend alors que Chase fut la victime de Dexter et qu'il était avec Lumen, mais quand celui-ci essaie de s'expliquer, elle le chasse.

### Épisode 7:Alchimie
- États-Unis : 11 novembre 2012 sur Showtime
- France : 7 mars 2013 sur Canal+[12]
- Québec : 20 février 2014 sur AddikTV

- États-Unis : 2,01 millions de téléspectateurs[20] (première diffusion)

- Julie Warner (Lori Randall)
- Miguel Nájera (le médecin légiste)

Après leur nuit d'étreinte, Dexter et Hannah McKay décident d'en rester là. Mais Sal Price les a surpris et comprend vite qu'ils ont une liaison. Toutefois, il accepte de garder le silence en échange d'une interview de la fleuriste pour son prochain livre. Plus tard dans la journée, Debra rend visite à son frère et le confronte à ses mensonges quant aux preuves accusant McKay, mais il nie. Une autre surprise attend la Miami Metro : les preuves ayant disparu et toute nouvelle analyse étant impossible, Isaak Sirko va être libéré sous peu. Batista soupçonne Quinn d'être la taupe à l'origine de cela, ce que Quinn réfute. Lorsque ce dernier veut rompre le partenariat qui le lie aux Koshkas au sujet de Nadia, ils refusent.
Dexter se retrouve dans une situation délicate : Sal Price enquête sur lui, il réalise à quel point il est attiré par Hannah, et pour couronner le tout, Isaak est de retour dans sa vie. Décidé à se débarrasser de l'écrivain, il s'introduit chez lui, détruit ses notes, et prélève des traces ADN qu'il utilisera comme preuve sur un homicide non résolu dont il a tiré un roman. Après l'interview promise d'Hannah qui lui confesse un meurtre lors de sa cavale avec Wayne Randall, Price se rend chez l'expert scientifique pour avoir une explication avec lui et s'écroule soudainement, victime d'une attaque cardiaque. Pour Dexter et Debra c'est clair : Hannah en est à l'origine, mais ni les analyses ni son témoignage ne parviennent à l'inculper. Dexter va voir l'empoisonneuse qui lui avoue ses méfaits : Price qui refusait d'abandonner ses charges et son mari, qui, des années auparavant, menaçait de la quitter si elle n'avortait pas. Hannah et Dexter réalisent alors à quel point ils se sont trouvés et tombent dans les bras l'un de l'autre.
De son côté, LaGuerta n'abandonne pas l'enquête sur le Boucher de Bay Harbor, en dépit de la tentative de dissuasion de Debra. En relisant les pièces du dossier, un nom lui revient souvent : Dexter Morgan.

### Épisode 8:Le Cœur a ses raisons
- États-Unis : 18 novembre 2012 sur Showtime
- France : 7 mars 2013 sur Canal+[12]
- Québec : 27 février 2014 sur AddikTV

- Christina Robinson (Astor Bennett)
- Preston Bailey (Cody Bennett)
- Rudy Quintanilla (Francisco)
- Bart Braverman (Marina Master)
- Evan George Kruntchev (Harrison)
- Luke Andrew Kruntchev (Harrison)
- David Fraioli (le tireur)
- Enver Gjokaj (Viktor Baskov, voix off)

Dexter commence à avoir des sentiments de plus en plus pressants pour Hannah McKay, tandis qu'Isaak Sirko est toujours à ses trousses. Alors que ce dernier manque de le tuer de peu, l'analyste sanguin apprend que les enfants de Rita, Astor et Cody, sont en route pour Miami avec leur petit frère Harrison. Pour éviter que quelque chose ne leur arrive en cette période de trouble, il décide qu'ils iront vivre chez leur tante. Lorsque Debra en profite pour aborder le cas d'Hannah, Dexter refuse de la tuer. Alors qu'il se rend dans l'appartement de Sirko pour y collecter des informations, il est surpris par un homme également venu assassiner le mafieux ukrainien. Dexter s'en débarrasse et comprend alors que la confrérie Koshka a décidé de supprimer Isaak, celui-ci faisant trop de vagues pour satisfaire sa vengeance personnelle.
Dexter essaie de passer du temps avec les siens, faire avec les problèmes d'adolescent de ses beaux-enfants, notamment dans le tout nouveau restaurant du sergent Batista, mais Hannah ne tarde pas à découvrir l'existence de cette petite famille dont il n'a pas voulu lui parler. Car l'homme est habité par un cruel dilemme. Plus tard, Debra comprend que son frère a une liaison avec celle qu'elle soupçonne d'être une empoisonneuse. Ils se disputent alors à son sujet, et elle lui avoue, sous le coup de la colère, qu'elle est en réalité amoureuse de lui. Elle se morfond aussitôt d'avoir lâché cette vérité, perdue car ne sachant même plus aujourd'hui si elle l'apprécie encore un peu. Dexter est lui complètement abasourdi par l'incroyable nouvelle qu'il vient d'apprendre.
Afin de se sentir mieux, il se plonge dans son « hobby » favori, se mettant en chasse d'Isaak, devenu un paria au sein même de son clan. Il le retrouve bientôt dans un bar gay du centre-ville. Là, le tueur aux cheveux argentés confesse à l'expert scientifique que Viktor Baskov était en fait son amant et en était éperdument amoureux, d'où son insatiable soif de vendetta. Il lui annonce aussi que celle-ci ne s'arrêtera que lorsqu'elle sera satisfaite et ce quoi qu'il en coûte.

### Épisode 9:Repose en mer
- États-Unis : 25 novembre 2012 sur Showtime
- France : 14 mars 2013 sur Canal+[12]
- Québec : 6 mars 2014 sur AddikTV

- États-Unis : 2,12 millions de téléspectateurs[22] (première diffusion)

- Karl Herlinger (Oleg Mickic)
- Brett Rickaby (inspecteur Phil Bosso)

Dexter s'interroge sur sa relation avec Debra et Hannah, mais il n'a pas le temps de s'attarder : Sirko a un marché à lui proposer, sa disparition contre la mort de deux tueurs envoyés par le cartel ukrainien pour l'abattre. L'analyste sanguin refuse, jusqu'à ce que Hannah soit enlevée par Jurg. Dexter n'a plus le choix : il demande à Debra de le laisser tuer les deux assassins à temps ; elle accepte à contrecœur lorsqu'il réussit à trouver les mots justes pour la rassurer.
Grâce aux informations fournies par Isaak, Dexter parvient à retrouver rapidement le premier tueur : un sniper qu'il poignarde sur un champ de tir alors qu'il essayait son arme. Cependant, il est retardé dans sa traque du second par son travail : un corps retrouvé brûlé que le spécialiste classe comme suicide mais Dexter suspecte quelque chose. Un autre corps est retrouvé et Dexter détermine qu'il s'agit d'un tueur pyromane qui observe ses victimes brûler. En parallèle, LaGuerta contacte l'ex-commissaire Matthews, à la retraite forcée depuis son histoire de mœurs, à qui elle souhaite exposer sa théorie sur le retour du Boucher de Bay Harbour. D'abord réticent, il accepte à condition de pouvoir revenir dans la police et obtenir une pension de retraite complète.
Grâce à une conversation en visiophone avec Hannah, Dexter parvient à savoir qu'elle est détenue dans la maison d'une des victimes colombiennes de Sirko. Debra accepte de chercher l'endroit pendant qu'il s'occupe du second tueur. Avec l'aide du mafieux ukrainien, il tend un piège à l'assassin sur un navire appartenant aux Koshkas, où Sirko l'abat. Alors que Dexter nettoie la scène de crime, Isaak est abattu par George, que Quinn, à la suite d'une altercation au sujet de Nadia, venait de passer à tabac. Dexter accède à la dernière volonté de son ancien ennemi : reposer dans l'océan auprès de Viktor.

### Épisode 10:Le Cavalier noir
- États-Unis : 2 décembre 2012 sur Showtime
- France : 14 mars 2013 sur Canal+[12]
- Québec : 13 mars 2014 sur AddikTV

- États-Unis : 2,08 millions de téléspectateurs[23] (première diffusion)

- Jim Beaver (Clint McKay)
- Brent Chase (Mike)
- Mike Foy (Joseph Jansen)
- Brett Rickaby (inspecteur Phil Bosso)
- Adam Johnson (l'homme de forte carrure)
- Heather McPhaul (la femme interviewée)
- Jenny Phagan (le témoin)

L'incendiaire, que la presse a surnommé le « Fantôme », fait de plus en plus de victimes. Dexter est persuadé qu'il s'agit de Bosso et l'envie de tuer le reprend, mais il a promis à Debra de ne pas le faire. Il décide cependant de s'assurer que Bosso est bien l'incendiaire, mais Bosso a un alibi et n'est qu'un expert un peu étrange comme lui.
La vie personnelle de Dexter est bouleversée par le retour de Clint McKay, le père de Hannah, qui sort de prison et souhaite mettre les choses à plat avec sa fille. Hannah, tourmentée par les souvenirs de son enfance avec son père, ne sait que penser et Dexter a des doutes sur les intentions de Clint. Il s'avère rapidement que Clint veut de l'argent pour payer ses dettes de jeu et qu'il en sait suffisamment sur les meurtres de Hannah pour la faire chanter : en effet, il était la principale source de Sal Price et connait une femme qui pourrait témoigner contre Hannah. Elle n'a plus le choix, mais Dexter évoque la possibilité de le tuer ; elle refuse.
Le sujet s'y prêtant, Hannah et Dexter parlent du « Passager Noir » de Dexter. Hannah ne croit pas en l'existence du « Passager » mais comprend que Dexter en a besoin pour expliquer ses pulsions.
Plus tard, Dexter démasque le « Fantôme » : Joe Jansen, un homme accusé à tort dans son adolescence d'avoir provoqué un incendie alors que c'était son ami, mort brûlé, qui était responsable. Devant le dossier de Jansen, Dexter réalise qu'il lui ressemble, à blâmer une autre personne pour ses crimes.
De son côté, Quinn s'implique une dernière fois pour sauver Nadia : George comptant l'envoyer à Dubaï, Quinn le menace avant de le tuer et de maquiller le crime en légitime défense. Batista accepte de couvrir son collègue et de cacher l'implication de Nadia, qui est partie avec son passeport et de l'argent. Pendant ce temps, Dexter piège Jensen, mais hésite avant de le libérer et de le livrer à Debra. Il part alors tuer Clint McKay, qu'il veut simplement tuer même s'il ne correspond pas au code.
Debra est rassurée de voir que Dexter n'a pas tué le « Fantôme » mais ne compte pas le laisser en paix pour autant. Clint McKay a déjà donné le nom du témoin de façon anonyme.
D'un autre côté, LaGuerta et Matthews soupçonnent de plus en plus Dexter d'être le « Boucher de Bay Harbor », sans pouvoir le prouver formellement.

### Épisode 11:Lendemain de fête
- États-Unis : 9 décembre 2012 sur Showtime
- France : 21 mars 2013 sur Canal+[12]
- Québec : 20 mars 2014 sur AddikTV

- États-Unis : 2,6 millions de téléspectateurs[24] (première diffusion)

- Jonathan Camp (l'inspecteur Allens)
- Jaime Gomez (l'officier Rubio)
- Nicole LaLiberte (Arlene)
- Lucas Adams (Harrison à 17 ans)
- Nick Jaine (le responsable scientifique)

Pour la première fois de sa vie, Dexter entrevoit la possibilité d'un futur heureux aux côtés de sa nouvelle compagne. De plus, le destin lui fait un cadeau de Noël avec la remise en liberté du dernier des assassins de sa mère encore en vie, Hector Estrada. En le tuant, il voit là l'occasion de tourner une page de son passé pour se concentrer sur un meilleur avenir.
Toutefois, Tom Matthews lui apprend que LaGuerta le soupçonne d'être le « Boucher de Bay Harbor ». Si l'ancien capitaine de police le croit innocent, Dexter sait que sa supérieure ne lâchera pas. Il décide donc de fabriquer, avec l'aide de sa sœur, des preuves incriminant définitivement James Doakes, sur lesquelles Matthews et LaGuerta ne tardent pas à tomber. Celle-ci reste néanmoins dubitative.
Hannah rend visite à Debra afin de lui proposer d'enterrer la hache de guerre, mais cette dernière refuse, lui promettant de l'envoyer en prison dès que son ancienne complice, Arlene Shram, aura avoué un meurtre commis quand elles étaient adolescentes. Lorsqu'elle se rend chez Arlene pour l'interroger, Debra est victime d'un accident de la route. Elle s'en sort avec quelques blessures légères et soupçonne aussitôt l'amie de son frère de l'avoir droguée pour qu'elle s'endorme au volant. Dexter ne croit pas une seconde à cette version et en parle avec Hannah le soir du réveillon de Noël. Choquée qu'il doute d'elle, la fleuriste spécialiste du poison lui demande de partir pour ne revenir que lorsqu'il sera sûr de ses sentiments.
Dexter s'en va aussitôt s'occuper du cas d'Estrada à qui il a donné rendez-vous près d'un container sur les quais. Cependant, LaGuerta, qui a en fait manigancé la sortie de prison du truand pour qu'il le conduise au « Boucher de Bay Harbor », a suivi Estrada. Piégé, Dexter n'a pas le temps de passer à l'acte et doit s'enfuir en catastrophe pour ne pas être pris, perdant du même coup la trace de sa cible.

### Épisode 12:Le Début de la fin
- États-Unis : 16 décembre 2012 sur Showtime
- France : 21 mars 2013 sur Canal+[12]
- Québec : 27 mars 2014 sur AddikTV

- États-Unis : 2,75 millions de téléspectateurs[25] (première diffusion)

- Erik King (James Doakes)
- Nicole LaLiberte (Arlene)
- Jared Ward (Barnes)
- A.J. Castro (l'adjoint Arce)
- Ariel Llinas (le député)
- Patrick Robert Smith (l'huissier de justice)

Dexter rend visite à Hannah en prison où celle-ci lui explique son geste par le fait qu'elle ne voulait laisser personne les séparer. Elle affirme également qu'elle ne dénoncera jamais le petit secret de celui qu'elle aime toujours malgré tout. De retour chez lui, l'analyste sanguin est alors mis en état d'arrestation par LaGuerta pour la tentative de meurtre sur Hector Estrada. Au cours de l'interrogatoire, il nie fermement être le Boucher de Bay Harbor et la capitaine de police se rend bientôt compte qu'il a entre-temps manipulé certains éléments pour la piéger et être rapidement blanchi. Immédiatement remis en liberté, Dexter se lance à la poursuite d'Estrada qui court toujours et pourrait le faire tomber si jamais il entre en contact avec qui que ce soit. En suivant son ex-épouse, il finit par retrouver sa trace et l'enlever.
Lors de son transfert vers le tribunal pour l'audience préliminaire de son procès, Hannah, grâce à l'aide de son amie Arlene Shram, fait une crise et doit être transportée d'urgence à l’hôpital. Là-bas, elle réussit à prendre la fuite.